# Atelomycterus marnkalha
Atelomycterus marnkalha  (лат.) — один из видов рода коралловых кошачьих акул (Atelomycterus), семейство кошачьих акул (Scyliorhinidae). Это необычный вид акул, недавно обнаруженный в прибрежных водах северо-западной Австралии, в Арафурском море, Торресовом проливе, заливе Карпентария и у берегов восточного Квинсленда.

## Ареал
Atelomycterus marnkalha обитает в Арафурском море, в заливе Карпентария, Торресовом проливе и у восточного побережья Австралии южнее Гладстона (22°ю.ш.) на глубине от 11 до 74 м.

## Описание
Максимальная длина 48,4 см (самки) и 47 см (самцы). Средний вес самцов составляет 92,5 % от среднего веса самок. В целом самцы крупнее самок. Средний вес взрослых самцов составляет 182,5—286 г, а самок 150—386,3 г. Довольно длинное рыло, расстояние от кончика носа до рта составляет 4,7—5,1 % от длины тела (далее проценты указаны от общей длины тела). Длина головы — 19,3—19,9 %, относительно короткое расстояние между спинными плавниками 12,2—13,9 %, высота анального плавника 2,5—3 %, длина анального плавника 9,7—10,8 %, длина основания анального плавника 8,2—9,1 %. Птеригоподии взрослых самцов вытянутые, с широким основанием, сужающиеся к концу, длина 7,2—9 %. Общее количество позвонков 147—153, количество позвонков в туловищном отделе позвоночника 95—99. Окрас состоит из обширных коричневых областей и поперечных полос светло-коричневого цвета, по бокам и на спине имеются заметные чёрно-коричневые и белые пятна.

## Биология
Самки достигают половой зрелости при длине 35,4 см, а самцы при длине 34,5 см. Atelomycterus marnkalha размножается, откладывая яйца. Этот вид питается в основном донными беспозвоночными, включая креветок, крабов и головоногих, а также мелкими костистыми рыбами.

## Взаимодействие с человеком
Иногда попадается в качестве прилова. Данных для оценки состояния сохранности данного вида недостаточно.